# Muhammad ben Hudayr
Abū Muḥammad Muḥammad b. Huḏayr (Crevillent, s. XIII - 31 de gener de 1306) va ser senyor o rais de Crevillent, actualment a la comarca del Baix Vinalopó, País Valencià.
Com a senyor crevillentí, en 1296 va esdevindre vassall de Jaume II d'Aragó en el marc de la conquesta cristiana del Regne de Múrcia. Muḥammad b. Huḏayr compartia aleshores el senyoriu amb Ahmad, tal volta el seu germà; ambdós van acordar amb Jaume II que Crevillent estaria exclòs de les accions militars i seria lloc de refugi per als mudèjars. Va gaudir, igual que els senyorius cristians, de l'exempció d'impostos i de drets jurisdiccionals; en contrapartida, formava part de l'exèrcit reial en aquests indrets de frontera.
En 1301 va ser nomenat jutge dels musulmans de l'Arrixaca.